# Франшах-Санкт-Гертрауд

Комуна Франшах-Санкт-Гертрауд на карті округи Вольфсберг. У лівому нижньому кутку показано розташування округи Вольфсберг на карті федеральної землі Каринтія.

 Франшах-Санкт-Гертрауд  (нім. Frantschach-Sankt Gertraud) — громада в Австрії. Входить до складу округи Вольфсберг федеральної землі Каринтія. 
Населення становить 2690 чоловік (1 січня 2011 року). Займає площу 100,97 км 2.
Рада громади складається з 26 місць.

## Склад громади
Громада Франшах-Санкт-Гертрауд складається з 15 населених пунктів
| - Frantschach (379) - Hintergumitsch (194) - Hinterwölch (62) - Kaltstuben (20) - Kamp (200) - Kamperkogel (66) - Limberg (155) - Obergösel (130) | - Praken (7) - St. Gertraud (514) - Trum-und Prössinggraben (46) - Untergösel (296) - Vorderlimberg (171) - Vorderwölch (244) - Zellach (664) |

## Старовинна доменна піч

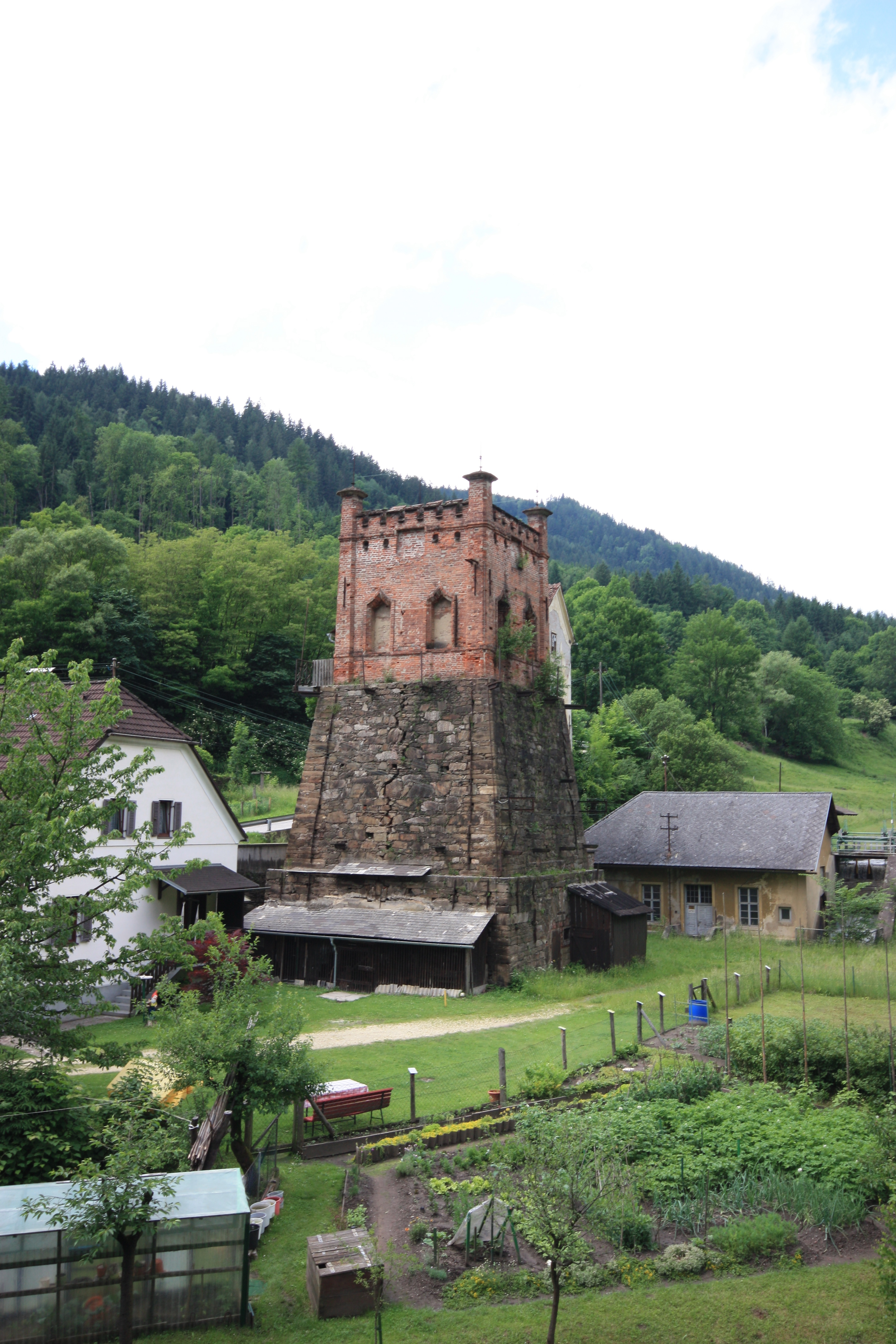
Стара доменна піч у селищі Фордервельх (Vorderwölch) громади Франшах-Санкт-Гертрауд.

На території громади свого часу було розвинене металургійне виробництво. Сьогодні у селищі Фордервельх (нім. Vorderwölch) знаходиться стара доменна піч XIX століття. Ця піч зображена на гербі громади.